# Elezioni regionali in Galizia del 2024
Le elezioni regionali in Galizia del 2024 si sono svolte il 18 febbraio per il rinnovo del Parlamento della Galizia.
Hanno visto la riconferma del Partito Popolare della Galizia che, nonostante la perdita di due seggi, ha ottenuto la sua quinta maggioranza assoluta consecutiva nel Parlamento regionale;  nel mentre, il Partito dei Socialisti della Galizia (federazione del PSOE) ha invece toccato il suo minimo storico con 9 seggi. Altresì rilevanti sono stati la forte crescita del Blocco Nazionalista Galiziano, sostenitore di un maggior autogoverno, e l’ingresso in Parlamento del piccolo partito populista Democracia Ourensana, che reclama maggiori investimenti nella comarca di Ourense.

## Antefatti
Le elezioni del 2020 hanno segnato la vittoria del Partito Popolare con una maggioranza assoluta, e la conseguente elezione a Presidente della Xunta del candidato popolare Alberto Núñez Feijóo. In seguito alle dimissioni di Pablo Casado da presidente del partito, Feijóo si presenta alle primarie dove viene eletto con il 98.35% dei voti, portandolo a dimettersi dalla Giunta della Galizia per concentrarsi sul suo nuovo ruolo come candidato alla presidenza del Governo di Spagna. Viene succeduto all'incarico dal suo vicepresidente Alfonso Rueda.

### Elezioni municipali del 2023
L'elezione di Alfonso Rueda a presidente della federazione galiziana del PP ha comportato un processo di rinnovazione nello stesso. Le elezioni municipali del 2023 sono state la prima prova di questa nuova strategia, rivelatasi poi fruttifera con il recupero di 50.000 voti rispetto alle elezioni precedenti (nel 2019). La principale forza di sinistra, il Partito dei Socialisti della Galizia (PSdeG) ha perso in questa occasione 70.000 voti, in parte a favore del Blocco Nazionalista Galiziano (BNG), che ne ha invece guadagnati 50.000.

### Elezioni generali de 2023
Fino alla fine della campagna elettorale, i sondaggi indicavano il PP di Feijóo come favorito alle elezioni nazionali del luglio 2023, indicando la possibilità di raggiungere la maggioranza assoluta con l'aiuto del partito di estrema destra Vox. Tuttavia il risultato delle urne fu deludente per entrambi i partiti, assegnando loro 4 seggi in meno rispetto añla maggioranza.  Al contempo, il PSOE del presidente uscente Pedro Sánchez aumentò il numero di voti e i seggi ottenuti, e riconfermando la presidenza di Sánchez con l'appoggio di altri 7 partiti. Fra questi c'era anche il BNG, che voto a favore in cambio di investimenti sulla rete ferroviaria galiziana e del condono di una parte dei debiti galiziani.

### Convocazione delle elezioni regionali
Il 21 dicembre 2023, dopo una runione coi suoi consiglieri, Rueda ha convocato ufficialmente le elezioni regionali per il 18 febbraio 2024. Le opposizioni sostengono che la scelta di questa data sia dettata da una volontà di svantaggiare le forze di opposizione sfruttando l'adozione della controversa Ley Orgánica de amnistía para la normalización institucional, política y social en Cataluña (lett. "Legge organica di amnistia per la normalizzazione istituzionale, politica e sociale in Catalogna"), che conta il supporto di PSOE, BNG e Sumar nel Congresso dei Deputati.
Rueda ha chiesto al partito Democracia Ourensana di non presentarsi alle elezioni per non disperdere il voto conservatore. Ha porto la stessa richiesta anche al partito di estrema destra Vox, dichiarando che:

## Sistema elettorale

Numero di deputati assegnati per provincia

Per le elezioni del Parlamento della Galizia, la legge elettorale locale prevede l’utilizzo di un sistema elettorale basato su quattro aspetti:
- La suddivisione del territorio galiziano in quattro collegi plurinominali;

- La ripartizione dei seggi parlamentari secondo il metodo D'Hondt;

- Una soglia di sbarramento a livello provinciale del 5% dei voti validi (incluse le schede bianche);

- Delle Liste elettorali chiuse, con almeno due candidati di ogni sesso per ogni 5 candidature.

Altresì, la legge stabilisce che ogni provincia debba ricevere almeno 10 seggi, mentre i restanti debbano essere suddivisi proporzionalmente al peso demografico di ogni provincia. La distribuzione dei seggi in questa elezione è la seguente:
| Galizia | Provincia | A Coruña | Pontevedra | Lugo | Ourense |
| Galizia | Seggi     | 25       | 22         | 14   | 14      |

## Candidati alla presidenza della Giunta
| Lista elettorale                          | Lista elettorale                     | Partiti                                                                                     | Candidato | Candidato                 | Ideologia |
| ----------------------------------------- | ------------------------------------ | ------------------------------------------------------------------------------------------- | --------- | ------------------------- | --- |
|                                           | Partito Popolare della Galizia       | PPdeG                                                                                       |           | Alfonso Rueda             | Conservatorismo Monarchismo Liberalismo Galizianismo Collocazione: Centro-destra                                                           |
|                                           | Blocco Nazionalista Galiziano        | BNG                                                                                         |           | Ana Pontón                | Nazionalismo galiziano Nazionalismo di sinistra Indipendentismo Democrazia diretta Euroscetticismo Collocazione: Sinistra/Estrema sinistra |
|                                           | Partito dei Socialisti della Galizia | PSdeG-PSOE                                                                                  |           | José Ramón Gómez Besteiro | Socialdemocrazia Progressismo Galizianismo Federalismo Collocazione: Centro-sinistra                                                       |
| Partiti senza rappresentanza parlamentare |                                      |                                                                                             |           |                           | |
|                                           | Sumar Galicia                        | - Movemento Sumar Galicia - Esquerra Unida - Verdes Equo                                    |           | Marta Lois                | Socialismo democratico Progressismo Plurinazionalismo Galizianismo Collocazione: Sinistra                                                  |
|                                           | Vox                                  | Vox                                                                                         |           | Álvaro Díaz-Mella         | Nazionalismo spagnolo Conservatorismo Collocazione: Estrema destra                                                                         |
|                                           | Podemos Galicia-Alleanza Verde       | - Podemos - Alianza Verde                                                                   |           | Isabel Faraldo            | Socialismo democratico Progressismo Plurinazionalismo Ecosocialismo Collocazione: Sinistra                                                 |
|                                           | Democracia Ourensana                 | Democracia Ourensana                                                                        |           | Armando Ojea              | Liberalismo Conservatorismo Populismo Interessi della Comarca di Ourense Collocazione: Partito pigliatutto (tendente alla destra)          |
|                                           | Partito Animalista con l'Ambiente    | PACMA                                                                                       |           | Manuela García López      | Animalismo Ambientalismo Collocazione: Centro-sinistra                                                                                     |
|                                           | Espazo Comun Galeguista              | - Compromiso por Galicia - Galicia Sempre - Coalición Galega - Espazo Común - Unidade Local |           | Pachi Vázquez             | Galizianismo Europeismo Collocazione: Centro                                                                                               |
|                                           | Por un Mundo Máis Xusto              | Por un Mundo Máis Xusto                                                                     |           | Marina Fernández Delgado  | Regionalismo |
|                                           | Escanos en Branco                    | Escanos en Branco                                                                           |           | Diego Troncoso Casal      | Collocazione: Antipolitico |

## Risultati
| Partito Popolare                                          | 700 491   | 47,36 | 40 |  |  |  |
| Blocco Nazionalista Galiziano                             | 467 074   | 31,58 | 25 |  |  |  |
| Partito dei Socialisti della Galizia                      | 207 691   | 14,04 | 9  |  |  |  |
| Democrazia Ourensana                                      | 15 312    | 1,04  | 1  |  |  |  |
| Vox                                                       | 32 493    | 2,20  | –  |  |  |  |
| Sumar Galicia                                             | 28 171    | 1,90  | –  |  |  |  |
| Partito Animalista Contro il Maltrattamento degli Animali | 5 373     | 0,36  | –  |  |  |  |
| Podemos - Alleanza Verde                                  | 3 854     | 0,26  | –  |  |  |  |
| Escanos en Branco                                         | 2 744     | 0,19  | –  |  |  |  |
| Espazo Común Galeguista                                   | 1 542     | 0,10  | –  |  |  |  |
| Por un Mundo Máis Xusto                                   | 1 470     | 0,10  | –  |  |  |  |
| Voti in bianco                                            | 12 849    | 0,87  | –  |  |  |  |
| Totale                                                    | 1 479 064 | 100   | 75 |  |  |  |
|                                                           |           |       |    |  |  |  |
| Voti non validi                                           | 13 955    | 0,93  |    |  |  |  |
| Votanti                                                   | 1 493 019 | 67,31 |    |  |  |  |
| Elettori                                                  | 2 218 248 |       |    |  |  |  |

## Deputati eletti
Di seguito sono riportati i 75 deputati eletti alla XIII Legislatura del Parlamento della Galizia, divisi per partito e per circoscrizione.
| Partito                                  | Partito | Circoscizione | Circoscizione | Circoscizione | Circoscizione |
| Partito                                  | Partito | A Coruña | Lugo | Ourense | Pontevedra |
| ---------------------------------------- | ------- | --- | --- | --- | --- |
| Partito Popolare (40)                    |         | 13 deputati: - Aneiros Barros, Martina - Calvo Pouso, Diego - García Martínez, Fabiola - López Prado, Miguel Corgos - Lorenzana Somoza, María Jesús - Lorenzo Gómez, Rubén - Pomar Tojo, Carmen María - Prado del Río, Paula - Rodríguez Martínez, Roberto - Trenor López, Gonzalo - Vázquez Mejuto, María Ángeles - Vázquez Mourelle, Ethel María - Verea Fraiz, Borja | 8 deputati: - Arias Fouz, Javier - Arias Rodríguez, Raquel - Balseiro Orol, José Manuel - Barreiro Sánchez, Enrique - Candia López, María Elena - Mato Díaz, José Manuel - Sanz Arias, Cristina - Villares Bermúdez, Alfonso | 8 deputati: - Alén Castro, Gabriel - Díaz Mouteira, María Sol - González Vázquez, José - Núñez López, María Victoria - Pérez López, Noelia - Rivo López, Elena - Rodríguez Miranda, Antonio - Santalices Vieira, Miguel Ángel | 11 deputati: - Balseiros Guinarte, Silvestre José - Deza Martínez, María - García Comesaña, Julio - García González, Patricia - Hermelo Piñeiro, María Dolores - Mariño Regueiro, Marta - Martínez Allegue, María - Pazos Couñago, José Alberto - Rodríguez González, Román - Rueda Valenzuela, Alfonso - Santamaría González, Raúl |
| Blocco Nazionalista Galiziano (25)       |         | 9 deputati: - Carreira Pazos, Iria - Fernández Alfonzo, Ramón Tomás - Golpe Acuña, José Manuel - Ínsua Lema, Óscar - Pérez Fernández, Rosana - Pérez López, José Daniel - Pontón Mondelo, Ana Belén - Queixas Zas, Mercedes - Taibo Corsanego, Iria | 4 deputati: - Castro García, Daniel - Rodil Fernández, Olalla - Suárez Fernández, Iago - Valcarcel Armesto, Montserrat | 4 deputati: - Fernández Fernández, Secundino - Presas Bergantiños, Noa - Tabarés Pérez-Piñeiro, Iago - Vidal Lamas, Sonia | 8 deputati: - Bará Torres, Xosé Luis - Fernández Davila, María Cristina - Fernández Gómez, Alexandra - Fernández González, Ariadna - González Iglesias, Carmela - Prado Cores, María Montserrat - Ríos Santomé, Paulo - Ruanova Vilas-Boas, Brais                                                                                   |
| Partito dei Socialisti della Galizia (9) |         | 3 deputati: - Abalde Alonso, Julio Ernesto - Longueira Castro, Silvia - Iglesias Rey, Patricia | 2 deputati: - Gómez Besteiro, José Ramón - Méndez López, Lara | 1 deputata: - Rodríguez Dacosta, María del Carmen | 3 deputati: - Castro Rey, Paloma - Espinosa Mangana, María Elena - López Font, Carlos |
| Democrazia Ourensana (1)                 |         | | | 1 deputato: - Ojea Bouzo, Armando | |